# Azték teremtésmítosz
Az azték teremtésmítosz szerint az istenek négyszer próbálkoztak sikertelenül a világ és az emberiség megteremtésével, amíg végül, ötödszörre minden a kedvük szerint nem alakult. Ometecuhtlinak, az első istenek apjának Omecihuatlnak, az első istenek anyjának volt négy fia. Ezek egyike, Tezcatlipoca  elhatározta, hogy nappá alakul. Ez volt az első teremtés. A Földet ebben az időben óriások lakták, akik makkokat, bogyókat és gyökereket ettek. Vetélytársa, Quetzalcoatl nem akarta, hogy ő irányítsa a világot, ezért letaszította az égről. Tezcatlipoca jaguárrá változott, és felfalta a Földet.
A második korszakban Quetzalcoatl teremtette újjá a világot olyan emberekkel, akik fenyőmagokon éltek. Tezcatlipoca azonban megbuktatta hatalmát, és nagy szelet támasztott, ami elsöpört mindent. A néhány, életben maradt ember hallá változott.
A harmadik korszakban Tlaloc, az esőisten alakult Nappá. Quetzalcoatl azonban esőt küldött a Földre, és az elmosta. A néhány túlélő madárrá változott. 
A negyedik korban Chalchiuhtlicue, a vizek istennője vállalta magára a Nap szerepét. Ennek az időszaknak a végén egy hatalmas árvíz mosott el mindent, és az emberek hallá változtak.
A végső teremtés (az ötödik korszak) előtt az istenek összeültek megbeszélni, melyikük áldozza fel magát, hogy nappá váljon. Egy alacsonyrendű, jelentéktelen istenség vállalta ezt, így belőle lett az új Nap. Nem volt azonban annyi ereje, hogy meg tudjon mozdulni, csak állt egy helyben az égen. Ahhoz, hogy meg tudják mozdítani, minden istennek fel kellett áldoznia valamennyit magából. Miután így elindították a Napot, Quetzalcoatl nekilátott, hogy megteremtse az embereket. Ehhez leszállt az Alvilágba, hogy felhozza onnan az előző generációk csontjait. Az Alvilág istene, Miktlántekutli azonban észrevette, így Quetzalcoatlnak menekülnie kellett. Sikerült ugyan megszöknie, de futás közben megbotlott, elesett, és összetörte a csontokat. A töredékeket saját vérével ragasztotta össze, így csinált alkotta meg az új embereket. Mivel azonban a csontok különféle méretűek voltak, az emberek is különfélék lettek: egyik kisebb, a másik nagyobb.